# FIFA Football 2003
FIFA Football 2003 – komputerowa gra sportowa o tematyce piłki nożnej, wyprodukowana przez EA Sports i wydana w 2002 roku przez Electronic Arts. Należy ona do serii gier komputerowych FIFA. Gracz kontroluje w niej klub piłkarski i ma możliwość uczestnictwa w różnych rozgrywkach ligowych oraz turniejach. W stosunku do poprzedniej części serii, FIFA 2002, przeobrażeniom uległy interfejs oraz silnik graficzny gry.